# Кэмерон, Пол (кинооператор)
Пол А. Кэмерон (англ. Paul A. Cameron; род. 30 мая 1958, Монреаль, Канада) — канадский кинооператор.

## Ранняя жизнь
Родился 30 мая 1958 года в городе Монреаль, Канада. В течение пяти лет жил в Нью-Йорке у своего брата. Во время обучения в средней школе Пол занимался постановкой освещения для школьных спектаклей и музыкальных выступлений. В 1977 году поступил в Перчейз-колледж, во время учёбы в котором он работал барменом чтобы оплатить своё обучение.
Член Американского общества кинооператоров с 2006 года.

## Фильмография
- 1994 — Параллельные жизни / Parallel Lives (реж. Линда Йеллен)
- 1995 — Последний ужин / The Last Supper (реж. Стэйси Тайтл)
- 2000 — Угнать за 60 секунд / Gone in 60 Seconds (реж. Доминик Сена)
- 2001 — Пароль «Рыба-меч» / Swordfish (реж. Доминик Сена)
- 2004 — Гнев / Man on Fire (реж. Тони Скотт)
- 2004 — Соучастник / Collateral (совместно с Дионом Биби) (реж. Майкл Манн)
- 2006 — Дежа вю / Déjà Vu (реж. Тони Скотт)
- 2007 — В стране женщин / In the Land of Women (реж. Джон Кэздан)
- 2011 — Криминальная фишка от Генри / Henry’s Crime (реж. Малкольм Венвилль)
- 2012 — На грани / Man on a Ledge (реж. Асгер Лет)
- 2012 — Вспомнить всё / Total Recall (реж. Лен Уайзман)
- 2013 — Одним меньше / Dead Man Down (реж. Нильс Арден Оплев)
- 2016 — Мир Дикого запада / Westworld (пилотная серия) (реж. Джонатан Нолан)
- 2017 — Пираты Карибского моря: Мертвецы не рассказывают сказки / Pirates of the Caribbean: Dead Men Tell No Tales (реж. Эспен Сандберг и Хоаким Роннинг)
- 2018 — Пассажир / The Commuter (реж. Жауме Кольет-Серра)
- 2019 — 21 мост / 21 Bridges (реж. Брайан Кирк)

## Награды
- Премия BAFTA за лучшую операторскую работу в 2005 году за фильм «Соучастник» совместно с Дионом Биби[5].
- Премия Ассоциации кинокритиков Лос-Анджелеса за лучшую операторскую работу в 2004 году за фильм «Соучастник» совместно с Дионом Биби[6].